# Parque Eólico Canoa Quebrada
Instalado em 2008, nas dunas de Canoa-Quebrada, com o apoio do Governo Federal (BNDS/IBAMA), Estadual (SEMACE) e Municipal (PMA), mas com muita desconfiança por parte dos moradores de Canoa e mais precisamente da praia do Estevão, Bairro/Vila de Pescadores, integrante da Unidade de Conservação da Natureza, a Área de Proteção Ambiental de Canoa-Quebrada, Lei Municipal:40/98,que até hoje não sabem como tal equipamento conseguiu autorização para ser instalado em região eco-turística, onde as paisagens deveriam ser "Protegidas".
O parque eólico Canoa Quebrada é um parque de produção de energia eólica no município de Aracati-CE, com potência instalada de 10,5 MW.